# Iryna Farionová
Iryna Dmytrivna Farionová (29. dubna 1964, Lvov, Ukrajina – 19. července 2024, tamtéž) byla ukrajinská filoložka a kontroverzní politička.

## Život
Farionová se narodila 29. dubna 1964 v Sovětském svazu, v Ukrajinské SSR ve Lvově.

## Kariéra

### Lingvistka
Farionová byla lingvistka, filoložka, která jako docentka vyučovala ukrajinštinu na Lvovské univerzitě. Psala knihy o ukrajinské kultuře. Úspěšnou kariéru nakonec přerušil její několik let trvající boj proti ruštině ve veřejném životě Ukrajiny, kdy ji po jedné z kontroverzí univerzita propustila.

### Politička
Farionová byla mezi lety 2012 a 2014 poslankyní ukrajinského parlamentu za stranu Svoboda. Ta vystupovala proti ruštině na státních úřadech i školách nebo v médiích a chtěla ve veřejné komunikaci zavést ukrajinšťinu jako jediný státní jazyk. Po roce 2014 už zvolena nebyla a strana neměla ani jiné zastoupení, když nepřekročila pětiprocentní práh. Přesto zůstala až do smrti její členkou.
Pro podobné názory byla kritizována jako příliš radikální. V roce 2010 například v několika mateřských školách přesvědčovala děti, aby se vyhýbaly ruským přezdívkám nebo jménům. Jedno video s jejím proslovem v tomto duchu potom odvysílala ruská televize jako důkaz, že Ukrajinci nenávidí Rusko. V roce 2018 napsala, že každý ruskojazyčný Ukrajinec by zasloužil „dostat do zubů,“ čímž vyvolala další kontroverzi. V roce 2023 už ji odsoudila většina Ukrajinců, když začala kritizovat ruskojazyčné ukrajinské vojáky bojující v Mariupolu nebo na dalších místech. Pronesla tehdy rozčíleně: „Nemohu jim říkat Ukrajinci. Když mluví rusky, tak jsou to Rusáci. Co je to za vlastence? Co to je za blbost, když někdo v ukrajinské armádě mluví rusky?“
Kvůli jejímu vyjadřování ji vyšetřovala i SBU pro možný trestný čin podněcování nenávisti. Mezi lidmi existovala teorie, že jako agentka ruské Federální a bezpečnostní služby má za cíl rozeštvávat lidi v zemi. Nakonec kvůli velké emotivnosti situace přišla i o práci na Lvovské univerzitě, přestože v akademické sféře měla dlouhodobě úspěchy.

### Vražda
Dne 19. července 2024 Farionovou chladnokrevně střelil před vchodem do jejího bytu v Masarykově ulici ve Lvově neznámý muž. Po převozu do nemocnice bojovala o život na jednotce intenzívní péče, lékaři se ji snažili resuscitovat, ale její srdce to nezvládlo. I přes probíhající válku Ukrajinu tato vražda šokovala.
Pohřeb měla 22. července a rozloučit se s ní přišly do ulic Lvova i do řeckokatolické katedrály tisíce lidí.

##### Vyšetřování vraždy
Policisté prozkoumali potenciální únikové cesty střelce a záběry bezpečnostních kamer. Na nich očití svědci vraždy identifikovali střelce, osmnáctiletého Vjačeslava Zinčenka. Následně policisté dopadli podezřelého pachatele, stalo se tak 26. července u něj doma v panelovém domě v Dnipru. Zásahovka ho vytáhla ve slipech z postele a přitisklého obličejem k zemi ho spoutala.
Podle ministra vnitra Ihora Klymenka útočník vraždu pečlivě naplánoval, věnoval se tomu nejméně měsíc. Ve Lvově se pohyboval a pronajímal si zde byty. Pravděpodobně měl i společníka. Vyšetřovatelé mají za to, že vražda byla na objednávku a snaží se teď vypátrat, kdo byl objednatelem. Stopy mohou vést do Ruska, ale také mohlo jít o osobní nepřátelství a vyřizování účtů.
Šéf vojenské rozvědky HUR Kyrylo Budanov ke vraždě uvedl: „Navzdory rozdílným politickým postojům má v naší zemi každý právo na názor. Vražda lingvistky je zločinem proti právům a svobodám Ukrajinců.“